# Lenzerheide (Pass)
Die Lenzerheide (gelegentlich auch Lenzerheidepass) ist ein Hochtal im Kanton Graubünden in der Schweiz, das sich von der südlich des Dorfes Parpan gelegenen Parpanerhöhe (1547 m. ü. M.) mit meist sanftem Gefälle über eine Länge von gut sechs Kilometern in Richtung Süden bis nach St. Cassian (1415 m. ü. M.) erstreckt. Zum grössten Teil liegt das Hochtal in der Gemeinde Vaz/Obervaz. Ganz im Süden liegt es auf Boden der Gemeinde Lantsch/Lenz.
Das von Chur über Lenzerheide/Lai nach Tiefencastel führende 32 Kilometer lange Teilstück der Hauptstrasse 3 durchquert die Lenzerheide auf ihrer ganzen Länge. Sie dient nicht nur der Erschliessung der anliegenden Gemeinden, sondern wird auch stark vom Durchgangsverkehr in Richtung Oberhalbstein und Engadin frequentiert, da die Strecke über die Lenzerheide kürzer ist als die Verbindung über die Schinschlucht.

## Geschichte

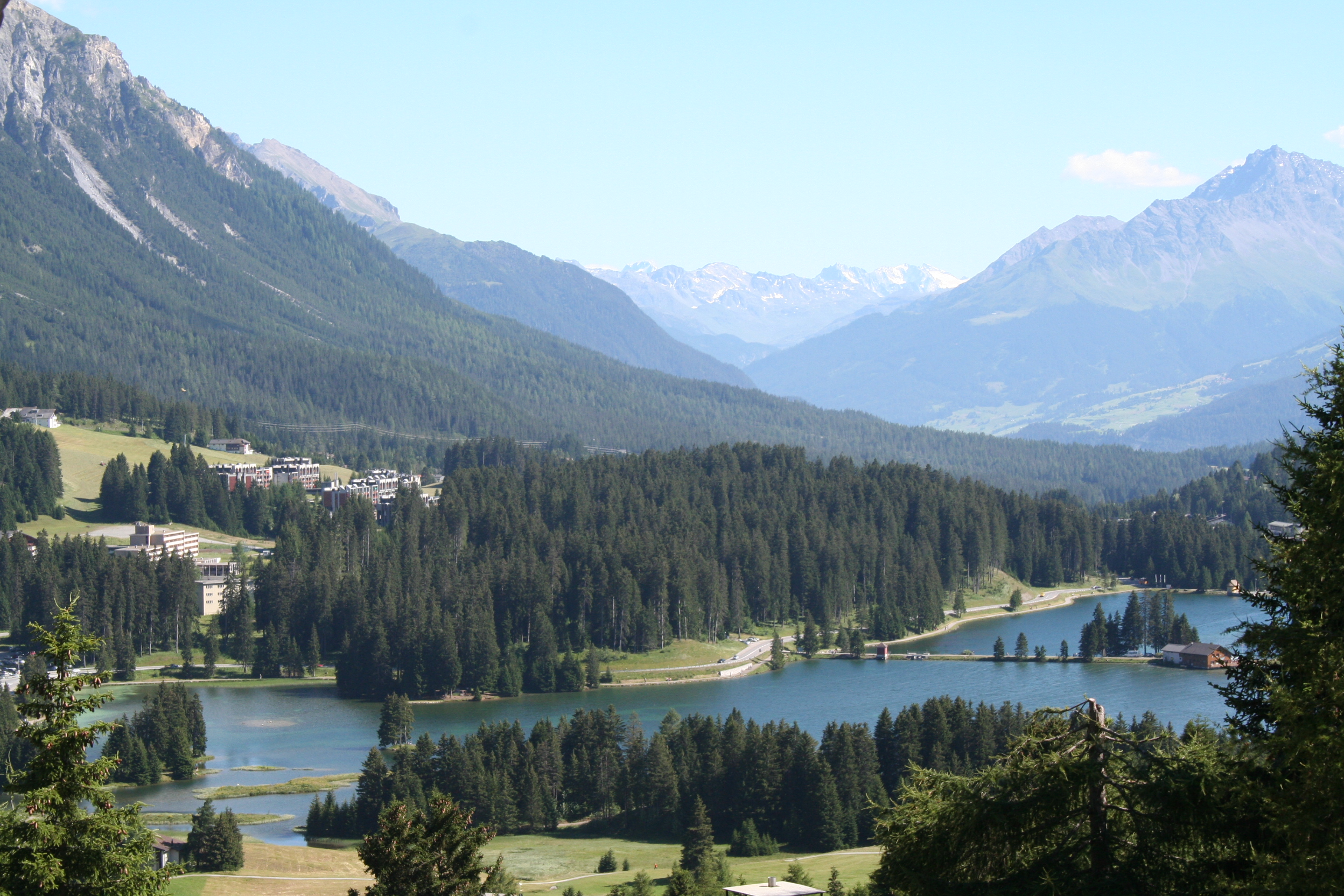
Blick über das Hochtal von Lenzerheide nach Südosten über das Albulatal hinweg durch das Oberhalbstein in Richtung Julierpass

Zur Römerzeit und im Mittelalter führte von Chur über die Lenzerheide und weiter über den Julier- und Maloja- bzw. später den Septimerpass eine der beiden historisch wichtigsten Bündner Alpentraversierungen, die sogenannte Obere Strasse in den Süden. Auf dem Weg über die Lenzerheide konnte man den Umweg über das Domleschg sowie die früher sehr ausgesetzte Schinschlucht vermeiden. Die Obere Strasse stand in Konkurrenz zur Unteren Strasse über Thusis und den Splügenpass nach Chiavenna oder über den San Bernardino nach Bellinzona, deren Engpass, die Viamala, im Jahre 1473 zum Saumweg ausgebaut wurde. In einem gewaltigen Strassenbauprogramm wurden nach den Hungersnöten 1816/17, als Getreidelieferungen auf der Alpensüdseite verdarben, weil auf den Saumpfaden kein Transport möglich war, alle Talschaften bis zur Averserstrasse von 1897 zu Commercialstrassen von mindestens vier Metern Breite ausgebaut.
Der Ausbau der Strecke über die Lenzerheide zur Kunststrasse erfolgte ab etwa 1840. Die touristische Nutzung erfuhr durch die Zulassung privater Motorfahrzeuge ab 1926 erwartungsgemäss einen Aufschwung. Von 1935 bis 1940 wurde die Strasse für den Automobilverkehr umgestaltet. In den 1960er-Jahren war auf der Strasse für Automobilisten bereits eine flotte Fahrt möglich, während die westlich verlaufende Strecke durch die Schinschlucht noch sehr langsam und vorsichtig zu befahren war. Heute jedoch verläuft – der Signalisierung folgend – der grössere Teil des Verkehrs von Chur in Richtung des Julierpasses über die Autostrasse A13 und die Schinstrasse.

## Geographie

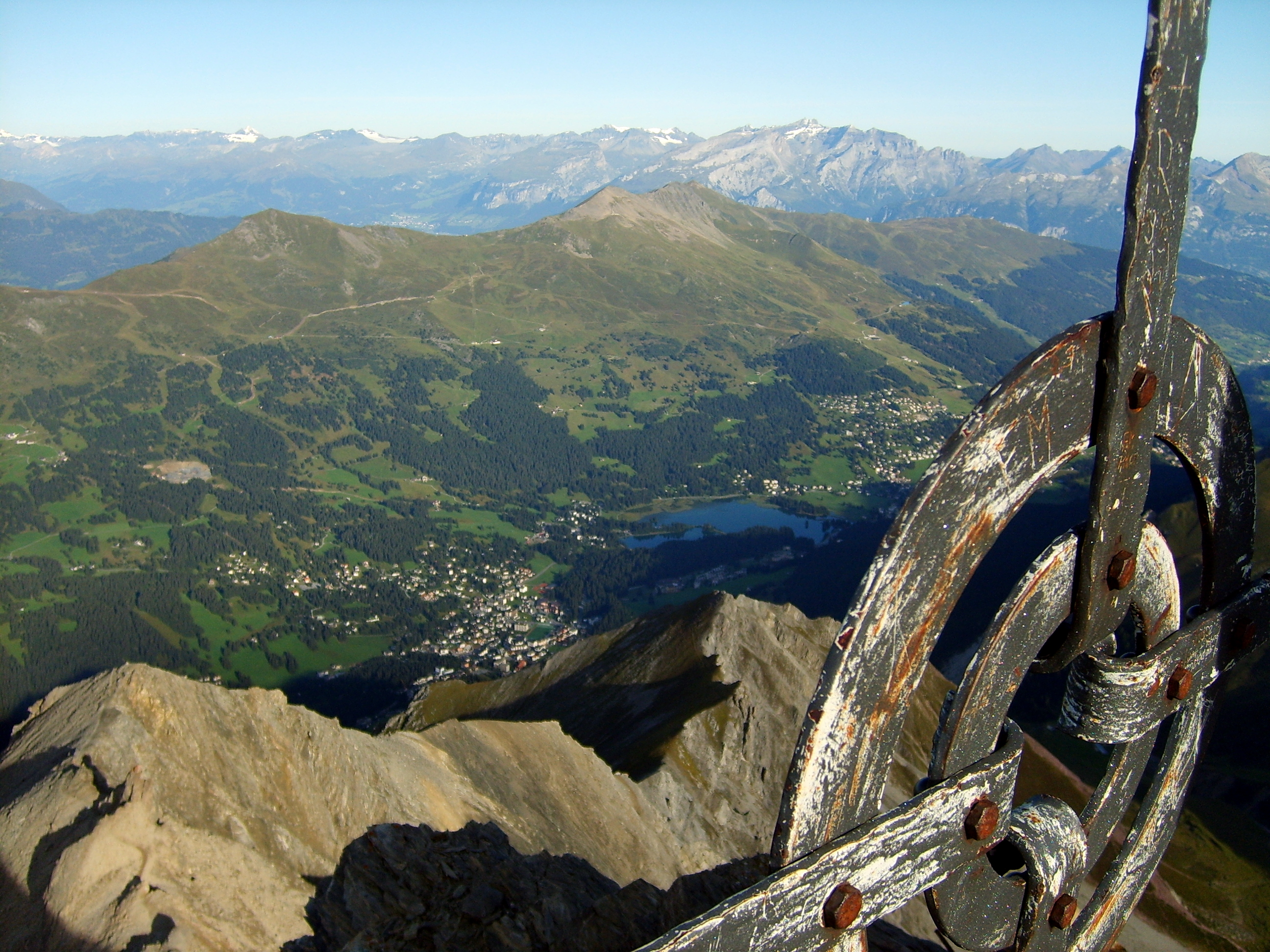
Das Wasser aus dem Hochtal entwässert links nach Süden und erreicht nach der westlichen Umrundung des Massivs des Stätzerhorns Chur (nach rechts)

Die Lenzerheide erstreckt sich als im Durchschnitt rund ein Kilometer breites Hochtal von der zwischen Valbella und Parpan gelegenen Parpanerhöhe im Norden bis nach St. Cassian im Süden. Das Hochtal gliedert sich, von Norden nach Süden, in die Gebiete Canols (mit dem Dorf Valbella), Lai (mit dem Heidsee und dem Dorf Lenzerheide/Lai) sowie Planoiras, mit dem ausgedehnten Waldgebiet und dem Golfplatz. Letzterer steht, wie auch das Gebiet um St. Cassian, auf Gebiet der Gemeinde Lantsch/Lenz.
Das Wasser des Heidsees fliesst, bis auf eine sogenannte Restwassermenge, ab der Wasserfassung bei Clavadoiras in südwestlicher Richtung zuerst durch einen Kanal und dann, mit einem Gefälle von 599 Metern, durch einen Druckstollen ins Kraftwerk Solis und von dort, durch einen weiteren Druckstollen, nach Nordwesten ins Kraftwerk Sils im Domleschg, bevor es in die Albula und nach gut einem Kilometer in den Hinterrhein gelangt. Die Restwassermenge fliesst durch ihr angestammtes Bachbett, als Rain digl Lai, südwärts direkt in die Albula.
Erschlossen wird das Hochtal über die Hauptstrasse 3. Deren Nordrampe steigt am Ausgang des Churwaldnertals direkt von Chur aus mit drei Serpentinenpaaren an und erreicht eine Höchststeigung von elf Prozent. Die Südrampe ist weniger steil und verläuft nach zwei Kehren oberhalb Tiefencastel in sanfterer Steigung auf die Hochebene der Lenzerheide.
Das breite Hochtal verläuft nahezu parallel zum unteren Teil des Hinterrheins mit dem Domleschg. Dazwischen liegt eine Gebirgskette mit den Bergen Stätzerhorn, Piz Danis, Piz Scalottas und Crap la Pala. Die Lenzerheide scheint das Oberhalbstein nach Norden fortzusetzen. Die deshalb im 19. Jahrhundert aufgekommene Vermutung, das von eiszeitlichen Gletschern geformte Tal von Lenzerheide sei der frühere Unterlauf des Albula-Talsystems, ist umstritten.
Bis weit in die Neuzeit hinein soll das durch Bergstürze und eiszeitliche Gletscher geformte Tal seiner Wildheit, seines rauen Klimas und seiner Schneestürme wegen berüchtigt gewesen sein. Dank der gezielten Bewaldung weiter Teile der Hochebene erhielt das bis dahin stark dem Wind ausgesetzte Tal sein heutiges mildes Klima.

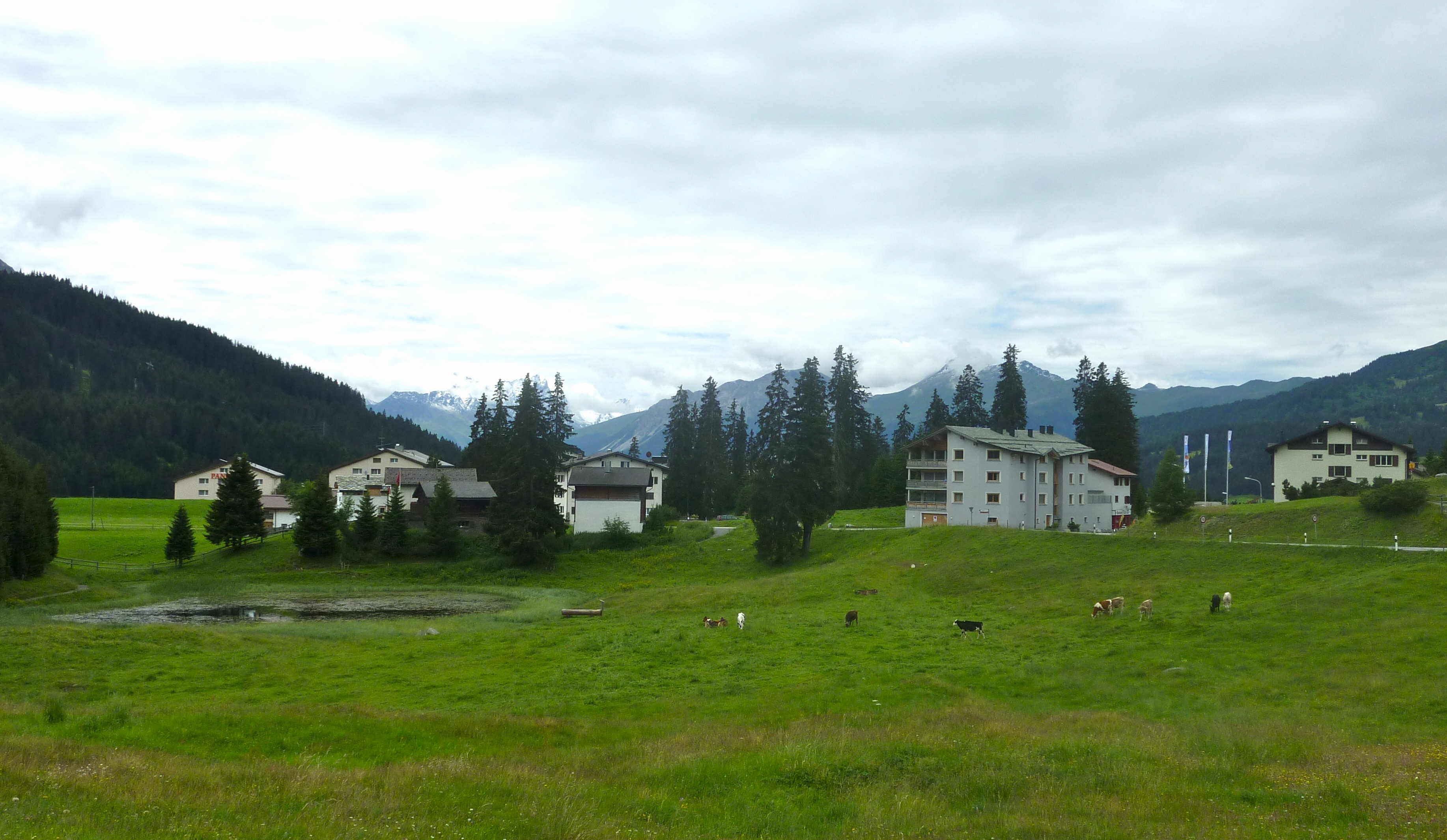
Das flache Gelände zwischen dem Passübergang und dem Ortsrand von Valbella

## Name
Der Name Lenzerheide wird auf die mit Alpenblumen bewachsenen Magerwiesen, die die Landschaft zwischen Lantsch/Lenz und dem Heidsee prägten, zurückzuführen sein. Im Übrigen ist bis heute die Herkunft dieses norddeutsch klingenden Namens im romanischen Sprachgebiet (die Flurnamen auf der Lenzerheide sind durchwegs romanisch) nicht erforscht.
Die früheste bekannte Urkunde, in welcher der Name „Lenzerhaid“ erwähnt wird, ist der Kaufvertrag vom 20. Februar 1456, mit welchem die damals gerade selbständig gewordene Gemeinde Obervaz von den völlig verarmten Grafen von Werdenberg-Sargans das heutige Gemeindegebiet, zu dem, wie erwähnt, auch die Lenzerheide gehört, für 600 Gulden abkaufte. In den Besitz der Grafen von Werdenberg-Sargans war das Gebiet um 1440 durch die Heirat von Ursula von Vaz, einer Tochter und Erbin des vermutlich 1438 verstorbenen mächtigen Freiherrn Donat von Vaz, mit dem Grafen von Werdenberg-Sargans, gelangt. In den Adelshäusern wurde im Mittelalter Deutsch gesprochen, während ihre bäuerlichen Untertanen in weiten Teilen Graubündens Romanisch sprachen. So erklärt es sich, dass die Flurnamen durchwegs romanisch sind, während die Landesfürsten für grössere Gebiete deutsche Namen verwendeten. Noch bis weit ins 19. Jahrhundert hinein hörte man in Obervaz nie Geu van a Lenzerheid. sondern Geu van a Cuolm (Ich gehe zu Berg bzw. auf mein Berggut).
Mit Beginn der Erkundung der Alpentäler durch deutsche Alpenkundler im 18. Jahrhundert tauchte der Name Lenzerheide dann in Reiseberichten auf. Ein Nachweis dafür findet sich im späten 18. Jahrhundert.

„Von Parpan aus kommt man über die der daselbst herrschenden Winde und Wetter wegen so sehr verschrieenen zweytausend Schritt lange Lentzer Haide Planuras in 2 Stunden I. auf Lenz, Laentz, doch trift man unterwegens 1 Stunde von Parpan noch ein Wirtshaus an.“

Der sich auf das Gebiet südlich von Lenzerheide/Lai beziehende Name Planoiras (obervazerromanisch für Ebenen) ist in der Landeskarte der Schweiz nicht verzeichnet, jedoch, gemäss dem von der Gemeinde Vaz/Obervaz 1993 herausgegebenen Codesch da Vaz, bereits im 18. Jahrhundert bezeugt. Er hat besonders im Zusammenhang mit dem auf der Lenzerheide seit einigen Jahren stattfindenden Planoiraslauf, einem Volkslanglauf, Bekanntheit erlangt.
Der Name Lai (romanisch für See) des mittleren Teils mit dem Dorf Lenzerheide und dem Heidsee stammt aus der Zeit, als die Ebene zwischen Valbella und dem nördlichen Dorfeingang von Lenzerheide noch grösstenteils vom See bedeckt war. Dieser zog sich im Laufe der Jahrhunderte immer weiter in Richtung des heutigen Valbella zurück, bis er von 1917 bis 1919 zu einem Stausee ausgebaut wurde. Noch heute ist der Boden zwischen der Staumauer des Heidsees und dem nördlichen Dorfausgang des Ortes Lenzerheide teilweise Sumpfgebiet.
Der Name Canols des nördlichen Teils der Hochebene Lenzerheide mit Valbella ist ebenfalls romanisch und bedeutet vermutlich Kanäle.
Der Begriff Lenzerheidepass (auch: Pass über die Lenzerheide) ist kein offizieller Name; weder die Landeskarte noch die erforschten 142 Flurnamen verzeichnen einen Pass. Erst durch das Aufkommen von Individualverkehr – Motorfahrzeuge waren im Kanton Graubünden erst im Jahre 1926 zugelassen – wurden diese neuen Begriffe ab ca. 1930 in Publikationen zum Thema Alpenstrassen verwendet.
1930 wurde der Übergang als Paß von Parpan bezeichnet.
Das relevante Inventar historischer Verkehrswege der Schweiz verwendet die Beschreibung passähnliche Gegensteigung von fast 700 m, weil die Strecke als Abschnitt der wichtigen Oberen Strasse gesehen wird. Auf der Übersicht über die Strassenpässe verzeichnet das Tiefbauamt Graubünden die Lenzerheide nicht unter den ganzjährig geöffneten Pässen.